# Henri de Beaumont (5e comte de Warwick)
 (janvier 2022).
Si vous disposez d'ouvrages ou d'articles de référence ou si vous connaissez des sites web de qualité traitant du thème abordé ici, merci de compléter l'article en donnant les références utiles à sa vérifiabilité et en les liant à la section « Notes et références ».
Pour l’article homonyme, voir Henri de Beaumont.
Henry de Beaumont, 5e comte de Warwick, également connu sous le nom d'Henry de Newburgh, est né aux environs de 1192. Il est décédé le 10 octobre 1229. II a été comte de Warwick et, par alliance, Lord of Hocknorton (Hook Norton) et Hedenton (Headington) dans l'Oxfordshire. Il était le fils de Galéran de Beaumont (en), 4e comte de Warwick, et Marguerite de Bohun,.

## Propriété et conflits
En 1204, lorsque Henry avait douze ans, son père mourut. Il fut alors confié aux soins de Thomas Basset de Headington, Oxfordshire. La famille de Thomas Basset était à l'époque seigneurs de Wootton (plus tard Royal Wootton Bassett). À la même époque, Jean, roi d'Angleterre s'empare de ses domaines dans le Gower dans le sud du Pays de Galles et les donne à Guillaume de Braose. Cela a conduit à des conflits constants entre les comtes successeurs et la famille Braose.
En 1213, il a payé deux cent quatre marques, huit shillings écuage pour couvrir les coûts de la guerre au Pays de Galles, et l'année suivante, il a donné quarante deux marques pour les coûts de la guerre au Poictou (Poitou), France.
Quelques années plus tard, il choisit de se battre et rejoignit la cour du roi Jean. Il commanda l'Armée Royale. Il a combattu pour Henri III au siège de Mountsorrel (1217), Bytham et à la prise de Lincoln.
En 1224, Henry fait bâtir le Prieuré de St-Sépulchre.

## Famille et enfants
Il eut un bref mariage avec Margaret d'Oilly, fille et cohéritière d'Henry D'Oilly, Baron Hocknorton et Lord du manoir de Lidney. Henry d'Oilly était un petit-neveu de Robert D'Oilly, constructeur du château d'Oxford. Ils ont eu une fille :
1. Marguerite de Beaumont, 7e comtesse de Warwick.

Il épousa ensuite Philippa Basset, la fille et cohéritière de Thomas Basset, Lord de Headington, et eut des enfants :
1. Thomas de Beaumont, 6e comte de Warwick, son héritier, qui épousa Ela de Longespée ;
2. Alice de Newburgh, épousa Hugo de Bastenbrege, Lord de Montfort[2].